# Oppenheimer (diamant)
Pour les articles homonymes, voir Oppenheimer.
Le diamant Oppenheimer est un diamant brut jaune aux formes remarquablement régulières, exposé au Smithsonian Institution. Son poids de 253,7 carats en fait un des plus gros diamants bruts au monde.

## Histoire
La pierre est issue de la mine de Dutoitspan (ou Du Toit's Pan), un diatrème de kimberlite d'Afrique du Sud, exploité de 1870 à 2005. Découvert en 1964, il a été acheté à la De Beers par le joaillier américain Harry Winston. Celui-ci l'offrit au Smithsonian Institution sous le nom d'« Oppenheimer », en mémoire de Sir Ernest Oppenheimer, un entrepreneur du secteur de l'or et des diamants, qui fut le fondateur du groupe minier sud-africain Anglo American et qui racheta De Beers.
La mine de Dutoitspan a aussi fourni d'autres gros diamants : en 1974 a été trouvé le plus gros diamant issu des mines du secteur de Kimberley. Avec un poids de 616 carats, c'est également le plus gros diamant octaédrique jamais trouvé.
Un autre diamant portant le nom Oppenheimer Blue, pièce maîtresse des enchères de Christie's du 18 mai 2016 à Genève, a été vendu pour un montant record de 57,54 millions de dollars, devenant ainsi la pierre précieuse taillée la plus chère au monde.

## Caractéristiques
De la forme d'un octaèdre régulier, ce diamant n'a pas été taillé. Son poids est exceptionnel : 253,7 carats, soit 50,74 grammes. Il mesure environ 20 mm par 20 mm.
Sa couleur jaune, due à la présence d'azote dans le cristal, rare chez les gros diamants, est homogène et très intense : il se distingue donc des colorations jaunâtres que l'on trouve souvent et qui sont peu appréciées.